# Gajuwaka
Gajuwaka là một thành phố và khu đô thị của quận Visakhapatnam thuộc bang Andhra Pradesh, Ấn Độ.

## Nhân khẩu
Theo điều tra dân số năm 2001 của Ấn Độ, Gajuwaka có dân số 258.944 người. Phái nam chiếm 52% tổng số dân và phái nữ chiếm 48%. Gajuwaka có tỷ lệ 70% biết đọc biết viết, cao hơn tỷ lệ trung bình toàn quốc là 59,5%: tỷ lệ cho phái nam là 77%, và tỷ lệ cho phái nữ là 63%. Tại Gajuwaka, 12% dân số nhỏ hơn 6 tuổi.